# Zieria obcordata
Zieria obcordata är en vinruteväxtart som beskrevs av Allan Cunningham. Zieria obcordata ingår i släktet Zieria och familjen vinruteväxter. Inga underarter finns listade i Catalogue of Life.